# Coproica ruwenzoriensis
Coproica ruwenzoriensis är en tvåvingeart som först beskrevs av Vanschuytbroeck 1950.  Coproica ruwenzoriensis ingår i släktet Coproica och familjen hoppflugor.
Artens utbredningsområde är Kongo. Inga underarter finns listade i Catalogue of Life.